# Cobden (Illinois)
Cobden – wieś w Stanach Zjednoczonych, w stanie Illinois, w hrabstwie Union.